# Anguis fragilis
Anguis fragilis là một loài thằn lằn trong họ Anguidae. Loài này được Linnaeus mô tả khoa học đầu tiên năm 1758.

## Thư viện ảnh

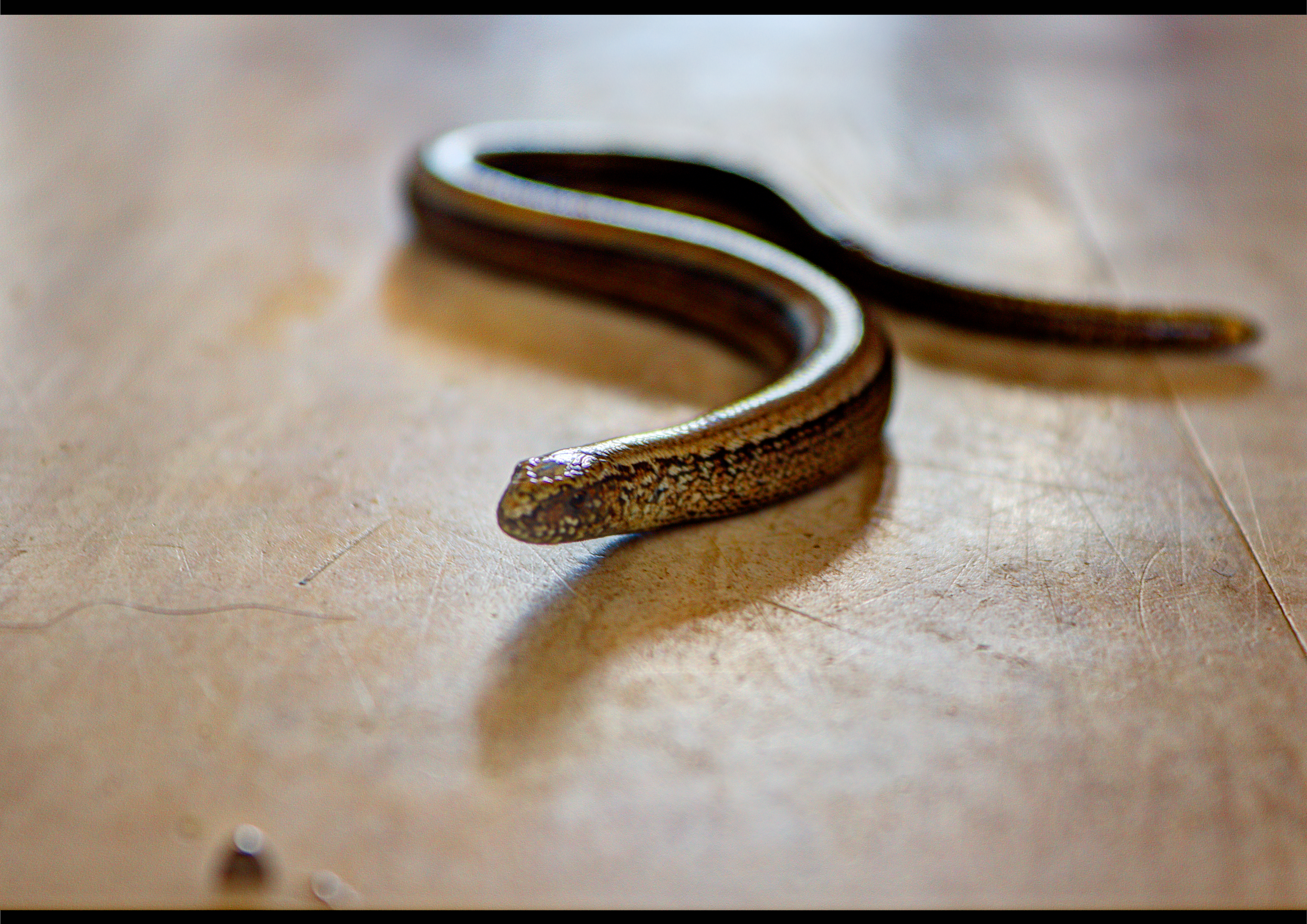
Cận cảnh
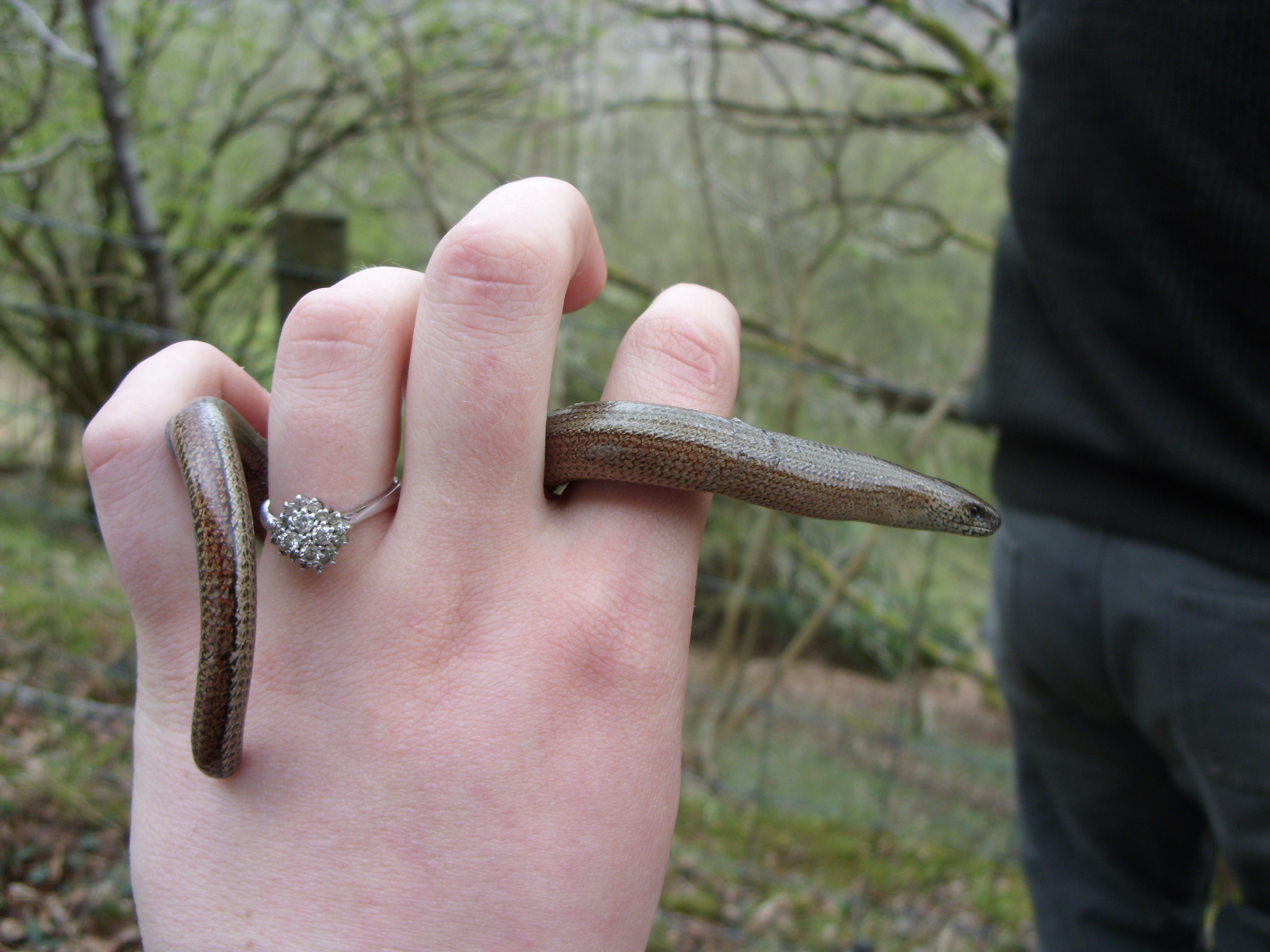
Trong lòng bàn tay
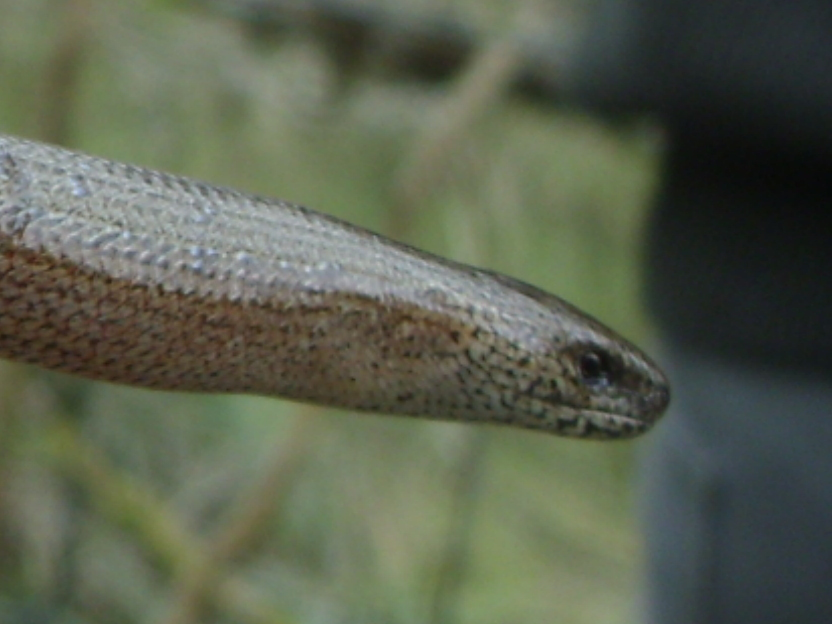
Phần đầu
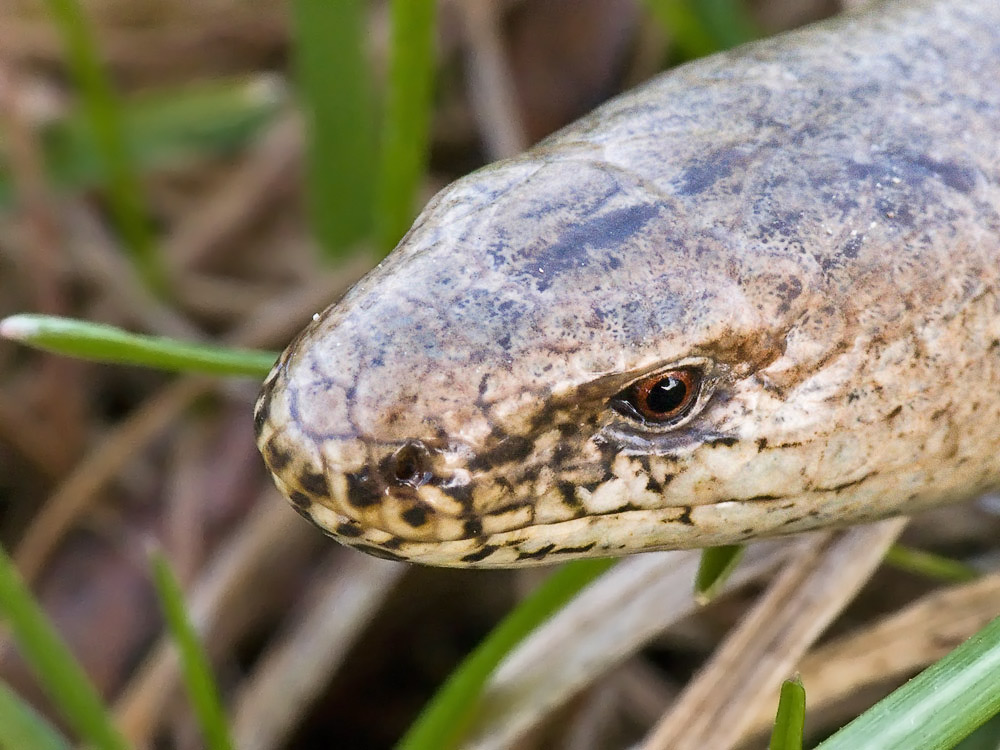
Anguis fragilis
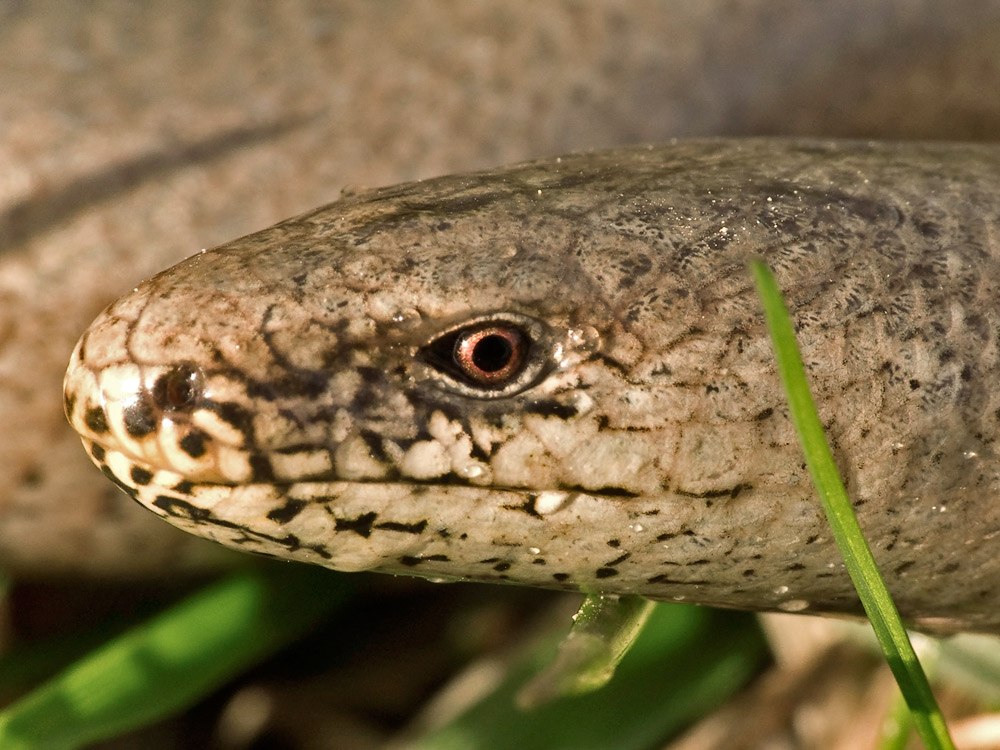